# Jack Bartley
John Bartley (15 tháng 1 năm 1909 – 10 tháng 10 năm 1929) là một cầu thủ bóng đá người Anh thi đấu ở vị trí wing half cho Sunderland.